# Nir Cvi
Nir Cvi (hebrejsky נִיר צְבִי, doslova „Cviho louka“, v oficiálním přepisu do angličtiny Nir Zevi, přepisováno též Nir Tzvi) je vesnice typu mošav v Izraeli, v Centrálním distriktu, v Oblastní radě Emek Lod.

## Geografie
Leží v nadmořské výšce 60 metrů v hustě osídlené a zemědělsky intenzivně využívané pobřežní nížině.
Obec se nachází 13 kilometrů od břehu Středozemního moře, cca 15 kilometrů jihovýchodně od centra Tel Avivu, cca 40 kilometrů severozápadně od historického jádra Jeruzalému a 3 kilometry západně od města Lod. Leží v silně urbanizovaném území, na jihovýchodním okraji aglomerace Tel Avivu. 6 kilometrů severním směrem od mošavu se rozkládá Ben Gurionovo mezinárodní letiště. Nir Cvi obývají Židé, přičemž osídlení v tomto regionu je etnicky převážně židovské. Pouze ve městech Lod a Ramla ležících jihovýchodně odtud je cca dvacetiprocentní menšina Arabů.
Nir Cvi je na dopravní síť napojen pomocí dálnice číslo 44.

## Dějiny
Nir Cvi byl založen v roce 1954. Jeho zakladateli byla skupina Židů z Argentiny. Původně se vesnice nazývala Kfar Argentina (כפר ארגנטינה), pak pojmenován podle židovského filantropa Maurice (Cviho) de Hirsche, který pomáhal židovskému osidlování v Argentině. Usazení argentinských Židů v této lokalitě koordinoval Židovský národní fond. V červnu 1953 dokončila stavební firma Rassco budování prvních deseti usedlostí. 17. listopadu 1953 se sem přistěhovalo prvních deset rodin. Později se tu usadila i skupina Židů z Uruguaye.
Správní území obce dosahuje 2778 dunamů (2,778 kilometrů čtverečních). Funguje tu společenské centrum, dvě mateřské školy, základní škola, synagoga, hřbitov, sportovní areály, plavecký bazén a obchod. Kromě zemědělství je místní ekonomika založena i na průmyslu situovaného do zdejší průmyslové zóny.

## Demografie
Podle údajů z roku 2014 tvořili naprostou většinu obyvatel v Nir Cvi Židé - cca 1200 osob (včetně statistické kategorie "ostatní", která zahrnuje nearabské obyvatele židovského původu ale bez formální příslušnosti k židovskému náboženství, cca 1300 osob).
Jde o menší obec vesnického typu s dlouhodobě rostoucí populací. K 31. prosinci 2014 zde žilo 1252 lidí. Během roku 2014 populace stoupla o 1,9 %.
| Rok            | 1961 | 1972 | 1983 | 1995 | 2001 | 2003 | 2004 | 2005 | 2006 | 2007 | 2008 | 2009 | 2010 | 2011 | 2012 | 2013 | 2014 |
| -------------- | ---- | ---- | ---- | ---- | ---- | ---- | ---- | ---- | ---- | ---- | ---- | ---- | ---- | ---- | ---- | ---- | ---- |
| Počet obyvatel | 360  | 527  | 675  | 835  | 945  | 964  | 1005 | 1019 | 1033 | 1076 | 1113 | 1200 | 1199 | 1220 | 1241 | 1229 | 1252 |